# Mohamed Hashem
Mohamed Hashem (auch Muhammad Hashim; * 1958) ist ein ägyptischer Verleger und Autor. Hashem hat 1998 in Kairo den unabhängigen Merit-Verlag gegründet, dessen Eigentümer er heute noch ist. Der bei jungen Autoren populäre Verleger zählt zu den Mitgliedern der Reformbewegung Kifaja („Es reicht!“).

## Auszeichnungen
- 2011: Hermann-Kesten-Preis (Menschenrechtspreis des deutschen P.E.N.)[2]